# Carex qinghaiensis
Espèce
Classification phylogénétique
Carex qinghaiensis est une espèce des plantes du genre Carex et de la famille des Cyperaceae.